# Quatuor pour la fin du temps
Il Quatuor pour la fin du temps (o, in italiano, Quartetto per la fine del tempo), è una composizione da camera di Olivier Messiaen.
Composto tra la fine del 1940 e i primi giorni del 1941 nel campo di concentramento di Görlitz, è considerato uno dei più alti esempi di musica cameristica del ventesimo secolo.

## Storia
Quando nel settembre del 1939 la Francia entrò in guerra, Messiaen fu chiamato alle armi e pochi mesi dopo, nel maggio del '40, durante un'offensiva tedesca venne catturato dal nemico. Insieme ad altri prigionieri fu trasferito nel campo di concentramento Stalag VIII-A di Görlitz (al confine Sud-Ovest della Polonia), dove rimase per un anno. L'ufficiale responsabile dello Stalag era un appassionato di musica e, venuto a sapere delle competenze di Messiaen (come di altri tre prigionieri musicisti), lasciò lavorare il compositore in vista di un concerto al campo. Messiaen scrisse per i musicisti conosciuti durante la prigionia (un violoncellista, un violinista e un clarinettista) dapprima un breve trio (confluito successivamente nell'opera come quarto movimento) e poi, con l'aggiunta di un pianoforte (suonato da Messiaen stesso), realizzò il Quartetto.
Il Quatuor pour la fin du temps fu portato a termine agli inizi del nuovo anno ed eseguito il 15 gennaio del '41, in un edificio del campo che veniva usato come auditorium, di fronte ai prigionieri dello Stalag VIII-A. Gli altri musicisti a eseguire il Quatuor con Messiaen furono Henri Akoka (clarinetto), Jean le Boulaire (violino) ed Étienne Pasquier (violoncello): nessuno dei tre era un musicista professionista. I nazisti permisero a Pasquier di acquistare un violoncello da un liutaio di Görlitz grazie a una colletta tra i prigionieri e il pianoforte su cui suonò Messiaen era talmente vecchio e malmesso che ogni tanto i tasti, una volta premuti, restavano abbassati. La leggenda secondo cui il violoncello di Pasquier avesse solo tre corde fu messa in giro dallo stesso Messiaen, probabilmente per illustrare le difficoltà che i quattro esecutori dovettero incontrare, ma è stata più volte smentita dallo stesso Pasquier.

## Struttura
Il Quatuor consta di otto movimenti, ognuno dotato di titolo e introdotto da una breve dedica o da una spiegazione/ambientazione scritta di proprio pugno da Messiaen nella prefazione al Quartetto stesso:
1. Liturgie de cristal (Liturgia di cristallo): Tra le tre e le quattro del mattino, il risveglio degli uccelli: un merlo o un usignolo solitario improvvisa un canto, circondato da uno scintillio di suoni, da un alone di trilli che si perdono alti tra gli alberi. Si trasponga tutto ciò su un piano religioso ed ecco che si ottiene l'armonioso silenzio del Paradiso.
2. Vocalise, pour l'Ange qui annonce la fin du temps (Vocalizzo per l'Angelo che annuncia la fine del tempo): La prima e la terza sezione (molto brevi) evocano la forza del possente angelo, incoronato da un arcobaleno e vestito di nubi, che posa un piede sul mare ed un piede sulla terra. Nella sezione centrale ci sono le impalpabili armonie celesti. Al piano dolci cascate di accordi blu-arancio, che abbelliscono con la loro sonorità distante la melopea quasi da canto piano del violino e del violoncello.
3. Abîme des Oiseaux (Abisso degli uccelli): Clarinetto solo. L'Abisso è il tempo, con le sue tristezze, i suoi scoramenti. L'uccello è il contrario del tempo; è il nostro desiderio di luce, di altezze, di arcobaleni, di canti gioiosi!
4. Intermède(Intermezzo): Scherzo, di carattere più superficiale degli altri movimenti, ciononostante ricollegato a questi da certe reminiscenze melodiche.
5. Louange à l'Éternité de Jésus (Lode all'Eternità di Gesù): Qui Gesù è inteso soprattutto come il Verbo. Una grande frase, infinitamente lenta, di violoncello, magnifica con amore e riverenza l'eternità di questo Verbo dolce e potente, "che gli anni non possono consumare". Maestosamente la melodia s'appiana, in una sorta di lontananza tenera e somma. "In principio era il Verbo, e il Verbo era in Dio, e il Verbo era Dio".
6. Danse de la fureur, pour les sept trompettes (Danza furiosa per le sette trombe): Ritmicamente, il brano più caratteristico della serie. I quattro strumenti, all'unisono, rievocano le sonorità di gong e trombe (le prime sei trombe dell'Apocalisse latrici di diverse catastrofi, la tromba del settimo angelo annuncia la consumazione del mistero di Dio). Impiego del valore aggiunto, di ritmi aumentati o diminuiti, di ritmi non retrogradabili. Musica di pietra, formidabile granito sonoro; irresistibile movimento d'acciaio, d'enormi massi di furia porpora, d'ebbrezza glaciale. Ascoltate soprattutto il terribile fortissimo del tema per aumentazione e il cambiamento di registro delle sue varie note, verso la fine del pezzo.
7. Fouillis d'arcs-en-ciel, pour l'Ange qui annonce la fin du temps (Vortice d'arcobaleni per l'Angelo che annuncia la fine del tempo): Si rinvengono qui certi passaggi del secondo movimento. Appare l'Angelo pieno di forza, e soprattutto l'arcobaleno che lo incorona (l'arcobaleno, simbolo di pace, di saggezza, di tutte le vibrazioni luminose e sonore). - Durante i miei sogni, sento e vedo accordi e melodie conosciute, colori e forme note; poi, dopo questa fase transitoria, passo all'irreale ed esperisco con estasi un vortice, una compenetrazione circolare di suoni e colori sovrumani. Queste lame di fuoco, queste colate di magma blu-arancio, queste stelle improvvise: ecco lo scompiglio, ecco l'arcobaleno!
8. Louange à l'Immortalité de Jésus (Lode all'Immortalità di Gesù): Lungo solo di violino, funge da contraltare al solo di violoncello del quinto movimento. Perché questa seconda Lode? Perché s'adatta più precisamente al secondo aspetto di Gesù, al Gesù uomo, al Verbo fatto carne, che resuscita immortale per comunicarci la sua via. Ed è tutto amore. Il suo lento salire verso il picco, rappresenta l'ascesa dell'uomo verso Dio, del Figlio verso il Padre, della creatura divinizzata verso il Paradiso.
Il terzo movimento è un solo di clarinetto, nel quarto non suona il pianoforte, il quinto è eseguito solo da pianoforte e violoncello, l'ottavo solo da pianoforte e violino.

## Filosofia e mistica delQuatuor pour la fin du temps
Il Quatuor affronta come nodo centrale il problema del tempo. La questione è vista da almeno tre prospettive: religiosa, filosofica e tecnica (musicale).

### Prospettiva religiosa
Il Quatuor è dedicato all'Apocalisse (ovvero alla fine del tempo per definizione) e la partitura si apre con una citazione dal testo di San Giovanni (inizio del cap. 10) modificata leggermente dal compositore: «E vidi un angelo, forte, scendere dal cielo, avvolto in una nube; l'arcobaleno era sul suo capo, la sua faccia era come il sole, le sue gambe come colonne di fuoco, [...]. Pose il piede destro sul mare, e il sinistro sulla terra, e [...] tenendosi ritto sul mare e sulla terra, alzò la mano [...] al cielo, e giurò nel nome del vivente per i secoli dei secoli [...] dicendo: “Non vi sarà più altro tempo! Nei giorni del suono del settimo angelo si compirà il mistero di Dio, [...]”». 
Messiaen ha operato un sunto del testo originale dell'Apocalisse: i puntini di sospensione fra parentesi quadre indicano la presenza di frasi o termini presenti nel testo che il compositore ha scelto di non citare; le parole in corsivo sono invece interpolazioni non presenti nel testo originale (inserite quindi da Messiaen) e finalizzate a mantenere il senso nella citazione a posteriori delle cesure.
La questione religiosa funge più che altro da ispirazione, e Messiaen cerca una musica cangiante e priva di punti di riferimento proprio per rendere - paradossalmente - l'inesprimibile.
Il compositore difatti dichiarò: "non ho voluto in alcun modo realizzare un commento al libro della Rivelazione, ma semplicemente giustificare il mio desiderio di cessazione del tempo".

### Prospettiva filosofica
Basandosi su san Tommaso d'Aquino come su Bergson, Messiaen sviluppa la propria personale concezione partendo dalla distinzione tra eternità e tempo: la prima è sincronica e quindi simultanea e immobile, non necessita di un inizio né di una fine; il secondo distingue invece momenti diacronici: un prima e un dopo. Il tempo umano  (che è quindi estraneo all'eternità cui il credente aspira) giace e scorre sulla superficie dell'immoto; il singolo credente, così come l'intera umanità, torna all'eternità rispettivamente con la fine del proprio tempo e con la fine del tempo. L'elemento atemporale (o meglio: atemporalizzante) dell'uomo – la sua anima – compie il proprio viaggio nel tempo – la vita – per stabilire a quale tipo di eternità (cioè di immobilità atemporale) sarà destinata post mortem: o la comunione con Dio o la dannazione. In entrambi i casi la possibilità di un prima e un dopo non è più concepibile: la gioia della salvezza e il dolore della condanna non conoscono fine perché sono condizioni che sussistono senza tempo.
«Supponiamo che ci sia stata una singola pulsazione in tutto l'universo. Una sola; con l'eternità prima e l'eternità dopo di essa. Un prima ed un dopo, quindi. Questa è la nascita del Tempo. Immaginiamo ora: quasi immediatamente, una seconda pulsazione. Dato che ogni pulsazione si prolunga nel silenzio che la segue, la seconda risulterà più lunga della prima. Un altro numero, un'altra durata. E questa è la nascita del Ritmo.» (Conférence de Notre-Dame, 4 décembre 1977, Paris, Leduc).

### Prospettiva tecnico-musicale
Messiaen, attorno all'epoca di composizione del Quatuor, aveva sviluppato e maturato una profonda convinzione relativa all'insufficienza del tempo musicale classicamente inteso. Egli cercava una musica che esprimesse le vette del sentimento umano (in particolare quello religioso) e riteneva che la tradizionale struttura ingabbiata in battute e organizzata per accenti fissi a seconda del metro notato fosse decisamente insufficiente.
L'effetto che il compositore cercava: «La mia prima preoccupazione consisteva nell'abolizione del tempo stesso, qualcosa di infinitamente misterioso ed incomprensibile alla maggior parte dei filosofi, da Platone a Bergson.» (Goléa Antoine, Rencontres avec Olivier Messiaen, Paris: Juillard, 1960).
L'effetto contemplativo e spirituale cercato da Messiaen nella propria musica viene realizzato principalmente tramite l'utilizzo di ritmi non retrogradabili, moduli ritmici non tradizionali (mediati dal Teleion o dalla musica del Karnataka), modi a trasposizione limitata, armonie non tonali (e specificamente statiche, come quelle della musica orientale, in particolare giavanese e giapponese).